# Mkundi (Tandahimba)
Mkundi è una circoscrizione rurale (rural ward) della Tanzania situata nel distretto di Tandahimba, regione di Mtwara. Conta una popolazione di 8 203 abitanti (censimento 2012).